# Pnigalio
Genre
Pnigalio est un genre d'insectes hyménoptères de la famille des Eulophidae, qui comprend une centaine d'espèces parasitoïdes. 

## Liste d'espèces
Selon Catalogue of Life (21 juillet 2014) :
- Pnigalio achalicus
- Pnigalio agraules
- Pnigalio albicoxa
- Pnigalio albiformis
- Pnigalio attis
- Pnigalio boharti
- Pnigalio brachysellus
- Pnigalio coloni
- Pnigalio cruciatus
- Pnigalio elongatus
- Pnigalio epilobii
- Pnigalio externa
- Pnigalio glaber
- Pnigalio gyamiensis
- Pnigalio katonis
- Pnigalio kopetdagensis
- Pnigalio kukakensis
- Pnigalio levis
- Pnigalio longulus
- Pnigalio maculipes
- Pnigalio mediterraneus
- Pnigalio minio
- Pnigalio monilicornis
- Pnigalio nemati
- Pnigalio neolongulus
- Pnigalio obscurus
- Pnigalio okutanii
- Pnigalio pallipes
- Pnigalio pectinicornis
- Pnigalio persimilis
- Pnigalio pristiphorae
- Pnigalio rugatus
- Pnigalio sarasolai
- Pnigalio soemius
- Pnigalio strigiscuta
- Pnigalio subconicus
- Pnigalio tardulus
- Pnigalio ternatus
- Pnigalio tobiasi
- Pnigalio tridentatus
- Pnigalio trjapitzini
- Pnigalio uroplatae
- Pnigalio vidanoi

Selon NCBI (21 juillet 2014) :
- Pnigalio agraules
- Pnigalio cristatus
- Pnigalio gyamiensis
- Pnigalio incompletus
- Pnigalio longulus
- Pnigalio maculipes
- Pnigalio mediterraneus
- Pnigalio minio
- Pnigalio soemius
- Pnigalio vidanoi